# Jonas Löfström
Jonas Löfström, född 12 augusti 1973 i Uppsala, är en svensk före detta professionell ishockeyspelare (högerforward). Hans moderklubb är Tierps IF.
Jonas är tvillingbror till Per Löfström.